# Choisey
Choisey ist eine französische Gemeinde mit 1002 Einwohnern (Stand 1. Januar 2022) im Département Jura in der Region Bourgogne-Franche-Comté. Sie gehört zum Arrondissement Dole und zum Kanton Dole-2. Die Bewohner nennen sich Cabotins und Cabotines.

## Geografie
Choisey wird vom Fluss Doubs und vom Rhein-Rhône-Kanal passiert. Die Nachbargemeinden sind Foucherans im Norden, Dole im Nordosten, Crissey im Osten, Gevry im Süden und Damparis im Westen.

## Weblinks

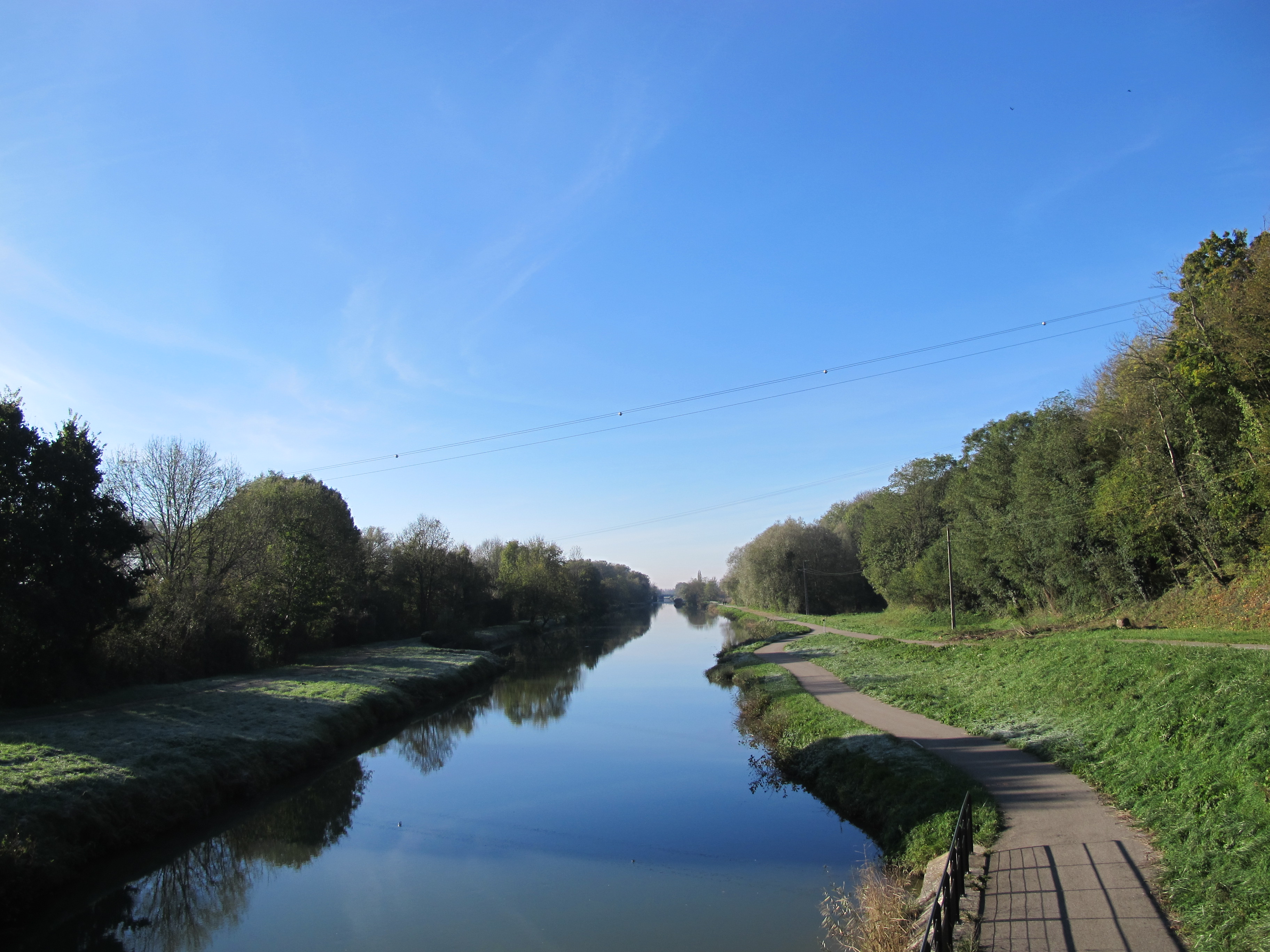
Rhein-Rhône-Kanal mit einem Fahrradweg bei Choisey

## Bevölkerungsentwicklung
| Jahr                       | 1962 | 1968 | 1975 | 1982 | 1990 | 1999 | 2008 | 2018 |
| -------------------------- | ---- | ---- | ---- | ---- | ---- | ---- | ---- | ---- |
| Einwohner                  | 600  | 747  | 764  | 877  | 887  | 984  | 1023 | 1037 |
| Quellen: Cassini und INSEE |      |      |      |      |      |      |      |      |